# Asmussen
Asmussen ist ein patronymisch gebildeter dänischer Familienname mit der Bedeutung „Sohn des Asmus“.

## Namensträger
- Anna Catharina Asmussen (1793–1868), deutsche Stifterin
- Anton Asmussen (1857–1904), deutscher Maler
- Bahne Asmussen (1769–1844), evangelischer Pastor, Dichter, und Lehrer in Nordfriesland
- Christian Asmussen (1873–1940), dänischer Maler
- Eduardo Ruiz Asmussen, chilenischer Diplomat
- Erich Asmussen (1922–1964), deutscher Fußballschiedsrichter
- Erik Asmussen (1913–1998), dänischer Architekt
- Fips Asmussen (1938–2020), deutscher Komiker und Alleinunterhalter
- Georg Asmussen (1856–1933), deutscher Schriftsteller
- Georg Asmussen (Offizier) (1920–1996), dänischer Generalleutnant
- Gunnar Asmussen (* 1944), dänischer Radrennfahrer
- Hans Asmussen (1898–1968), lutherischer Pastor, Theologe der Bekennenden Kirche und Gründer der Kirchlichen Hochschule Berlin-Zehlendorf
- Jacob Asmussen (1794–1850), Direktor des Schullehrerseminars in Schleswig und Abgeordneter der schleswig-holsteinischen Landesversammlung
- Jörg Asmussen (* 1966), deutscher Ökonom und Staatssekretär (Finanzen)
- Kristian Asmussen (* 1971), dänischer Handballspieler
- Nikolai Asmussen (20. Jh.), deutscher Architekt und Baubeamter in Sachsen
- Peter Asmussen (1957–2016), dänischer Schriftsteller, Dramatiker und Drehbuchautor
- Peter Christel Asmussen (1887–1959), deutscher Politiker und Unternehmer
- Roger Asmussen (1936–2015), deutscher Politiker (CDU)
- Søren Asmussen (* 1946), dänischer Mathematiker
- Svend Asmussen (1916–2017), dänischer Jazzmusiker und Schauspieler